# Prusy (Eslováquia)
Prusy é um município da Eslováquia, situado no distrito de Bánovce nad Bebravou, na região de Trenčín. Tem 7,52 km² de área e sua população em 2018 foi estimada em 606 habitantes. Foi citado pela primeira vez em documento oficial no ano de 1208.

## Demografia
| Ano:        | 1994 | 2004   | 2014   | 2024    |
| ----------- | ---- | ------ | ------ | ------- |
| Broj ljudi: | 531  | 551    | 598    | 666     |
| Razlika:    |      | +3,76% | +8,52% | +11,37% |

| Ano:               | 2023 | 2024   |
| ------------------ | ---- | ------ |
| Número de pessoas: | 648  | 666    |
| Diferença:         |      | +2,77% |